# Ctirad Benáček
Ctirad Benáček (8. září 1924 – 1. prosince 1999) byl československý basketbalista, účastník Olympijských her 1948.
Byl hráčem týmů Uncas Praha (1939–1943) a Sparta Praha (1943–1949), s kterými v Mistrovství Československa získal dvakrát titul vicemistra republiky (1940, 1949). Za Spartu Praha hrál také volejbal.
Československo reprezentoval na letních olympijských hrách 1948 v Londýně, kde s národním týmem skončil v olympijské basketbalové soutěži na 7. místě. Byl druhým nejlepším střelcem týmu a v sedmi zápasech zaznamenal 70 bodů. V letech 1946–1949 odehrál za československou basketbalovou reprezentaci celkem 36 zápasů.,,
V roce 1946 se zúčastnil jednání k přípravě založení mezinárodní volejbalové federace. V roce 1949 po zápase v Itálii tam zůstal a po roce odjel na Nový Zéland, kde v roce 1954 Aucklandu založil Sparta Volleyball Club. Ve volejbale na Novém Zélandu byl trenérem, funkcionářem a poté předsedou volejbalové federace Nového Zélandu. Mezinárodní volejbalová federace mu v roce 1995 udělila ocenění "1995 FIVB Centenary Award".

## Hráčská kariéra

### Klub
- Mistrovství Československa
- 1939–1943 Uncas Praha 2. místo (1940)
- 1943–1949 Sparta Praha 2. místo (1949), 3x 5. místo (1944, 1947, 1948)

### Československo
- Za reprezentační družstvo Československa mužů v letech 1946–1949 celkem 36 zápasů
- Olympijské hry 1948 Londýn (70 bodů /7 zápasů, 2. nejlepší střelec týmu) 7. místo